# Lake Wazeecha
Lake Wazeecha ist eine Siedlung auf gemeindefreiem Gebiet im Wood County im US-amerikanischen Bundesstaat Wisconsin. Zu statistischen Zwecken ist der Ort zu einem Census-designated place (CDP) zusammengefasst worden. Im Jahr 2010 hatte Lake Wazeecha 2651 Einwohner.

## Geografie
Lake Wazeecha liegt in der Mitte Wisconsins am gleichnamigen See, einem Stausee des Fourmile Creek. Dieser gehört über den Wisconsin River zum Stromgebiet des Mississippi. 
Die geografischen Koordinaten von Lake Wazeecha sind 44°22′16″ nördlicher Breite und 89°45′23″ westlicher Länge. Das Ortsgebiet erstreckt sich über eine Fläche von 10,2 km². Lake Wazeecha ist die größte Siedlung innerhalb der Town of Lake Wazeecha.
Nachbarorte von Lake Wazeecha sind Wisconsin Rapids (5,5 km westnordwestlich), Biron (7,6 km nordnordwestlich), Plover (23,7 km ostnordöstlich), Kellner (am südöstlichen Ortsrand), Lake Arrowhead (26,4 km südsüdwestlich) und Nekoosa (19 km südwestlich).
Die nächstgelegenen größeren Städte sind Wausau (84,7 km nördlich), Appleton (125 km östlich), Green Bay am  Michigansee (165 km in der gleichen Richtung), Wisconsins größte Stadt Milwaukee (250 km südöstlich), Wisconsins Hauptstadt Madison (172 km südlich), La Crosse am Mississippi (163 km westsüdwestlich), Eau Claire (168 km westnordwestlich), die Twin Cities in Minnesota (298 km in der gleichen Richtung) und Duluth am Oberen See in Minnesota (411 km nordwestlich).

## Verkehr
Der County Highway W führt in West-Ost-Richtung als Hauptstraße durch Lake Wazeecha. Alle weiteren Straßen sind untergeordnete Landstraßen, teils unbefestigte Fahrwege sowie innerörtliche Verbindungsstraßen.
Mit dem South Wood County Airport in Wisconsin Rapids befindet sich 9,3 km westlich ein kleiner Flugplatz. Die nächsten Verkehrsflughäfen sind der Central Wisconsin Airport bei Wausau (61,1 km nördlich) und der Dane County Regional Airport in Madison (166 km südsüdöstlich).

## Bevölkerung
Nach der Volkszählung im Jahr 2010 lebten in Lake Wazeecha 2651 Menschen in 1036 Haushalten. Die Bevölkerungsdichte betrug 259,9 Einwohner pro Quadratkilometer. In den 1036 Haushalten lebten statistisch je 2,56 Personen. 
Ethnisch betrachtet setzte sich die Bevölkerung zusammen aus 98,2 Prozent Weißen, 0,2 Prozent Afroamerikanern, 0,8 Prozent amerikanischen Ureinwohnern, 0,5 Prozent Asiaten sowie 0,1 Prozent aus anderen ethnischen Gruppen; 0,3 Prozent stammten von zwei oder mehr Ethnien ab. Unabhängig von der ethnischen Zugehörigkeit waren 0,5 Prozent der Bevölkerung spanischer oder lateinamerikanischer Abstammung. 
23,0 Prozent der Bevölkerung waren unter 18 Jahre alt, 63,3 Prozent waren zwischen 18 und 64 und 13,7 Prozent waren 65 Jahre oder älter. 49,0 Prozent der Bevölkerung war weiblich.
Das mittlere jährliche Einkommen eines Haushalts lag bei 69.435 USD. Das Pro-Kopf-Einkommen betrug 29.396 USD. 3,8 Prozent der Einwohner lebten unterhalb der Armutsgrenze.